# Universidade de Ratisbona
A Universidade de Ratisbona (em alemão Universität Regensburg) é uma instituição de ensino superior alemã localizada na cidade de Ratisbona, na Baviera. A Universidade possui em torno de 18.575 estudantes matriculados no semestre de inverno de 2010/11.
A universidade foi fundada em 18 de julho de 1962 pelo parlamento bávaro, depois de séculos de espera. A primeira iniciativa de criar uma universidade em Ratisbona remonta ao ano 1487, quando foi enviado um pedido do consistório municipal para o Papa da época. Todavia, as tentativas falharam por razões econômicas e a instituição só foi fundada após a Segunda Guerra Mundial.
O mais célebre professor da universidade foi Joseph Ratzinger, Papa Benedito XVI, que lecionou na instituição de 1969 até ser feito cardeal e arcebispo de Munique em 1977.
O jogo de computador Tibia foi criado por 4 alunos como um projeto estudantil desta universidade.

## Faculdades
A Universidade possui onze faculdades:
- Teologia Católica
- Ciência do Direito
- Ciências econômicas
- Medicina
- Filosofia, Ciências da Arte e da Sociedade
- Psicologia, Pedagogia e Ciências do Esporte
- Ciências da Cultura, da Linguagem e da Literatura
- Matemática
- Física
- Biologia
- Química e Farmácia

## Ligações Externas
- Página oficial (em alemão) (em inglês)